# Parque Domingos Luís
Parque Domingos Luís é uma praça situada no bairro de Jardim São Paulo, zona norte do município de São Paulo. Ao lado, se encontra a Estação Jardim São Paulo-Ayrton Senna do metrô.
Apresenta 8 mil m² de área e cerca de 6 mil m² de grama. Situado no terreno contíguo ao parque, o Clube Escola Jardim São Paulo é um dos maiores equipamentos esportivos municipais da cidade, contando com áreas de esporte, telecentro, piscinas, dentre outros equipamentos de lazer.
O parque é administrado pela Subprefeitura Santana-Tucuruvi e passou por grandes reformas no ano de 2009. Com a função de facilitar a circulação das pessoas foram construídos novos passeios internos, além uma escada de acesso à praça e a ampliação da área de descanso, com reforma dos bancos de concreto. Nesta reforma foram investidos R$ 120 mil.